# TAKEN
『TAKEN』（Taken または Steven Spielberg Presents Taken）は、SFミニシリーズである。
2002年末にSCI FI局で初回放送が行われ、プライムタイム・エミー賞の作品賞（ミニシリーズ部門）を受賞した。
撮影はカナダのブリティッシュコロンビア州バンクーバー地域で行われた。
スティーヴン・スピルバーグとレスリー・ボームが制作総指揮を務め、ボームは脚本も兼任した。
出演はダコタ・ファニング（ナレーター兼任）、ジュリー・ベンツ、エミリー・バーグル、テリー・チェン、スティーヴン・バートン、エリック・クローズ、ヘザー・ドナヒュー、マット・フリューワー、ジョエル・グレッチ、ライアン・ハースト、アダム・カウフマン、ライアン・メリガン、マイケル・モリアーティ、アントン・イェルチン。
トマス・H・クックによってノベライズが行われた。
日本ではWOWOWで放送された。

## あらすじ
数世代にわたって異星人と関係を持ち続ける複数の家族を描く。

## 登場人物

### キーズ家
ラッセル・キーズ
演 - スティーヴ・バートン、日本語吹替 - 藤原啓治
元空軍パイロットで、現役時代に謎の青い光を目撃して以来、異星人に拉致され、過酷な人体実験を受けた。同じ体験をした人々の死をきっかけに異星人について調べ始め、愛する家族を残して姿を消した。
ケイト・キーズ
演 - ジュリー・ベンツ、日本語吹替 - 日野由利加
ラッセルの妻。
ジェシー・キーズ
演 - デズモンド・ハリントン（成年時）、ジェームズ・カーク（少年時）、日本語吹替 - 井上倫宏（成年時）
ラッセルの息子。少年期から父親と同じように異星人に拉致されている。
アメリア・キーズ
演 - ジュリー・アン・エメリー、日本語吹替 - 岡寛恵
ジェシーの妻。
チャーリー・キーズ
演 - アダム・カウフマン、日本語吹替 - 神奈延年
ジェシーの息子。
アリー・キーズ
演 - ダコタ・ファニング、日本語吹替 - 三村ゆうな
リサ・クラークとチャーリー・キーズの娘。

### クロフォード家
オーエン・クロフォード
演 - ジョエル・グレッチ、日本語吹替 - 山路和弘
陸軍情報部大尉で、ロズウェル事件以降、異星人による地球侵略を阻止すべく奮闘している。
サリーをだましたことから、彼女の子供であるトムとベッキーに憎まれている。
アン・クロフォード
演 - ティナ・ホームズ、日本語吹替 - 佐藤しのぶ
オーエンの妻で、エリックとサムの母。
エリック・クロフォード
演 - アンディ・パワーズ、日本語吹替 - 原康義
オーエンの息子で、父親から愛情をあまり受けずに育った。父の死後、秘密を知り、仕事を受け継いだ。
サム・クロフォード
演 - ライアン・メリマン、日本語吹替 - 置鮎龍太郎
エリックの弟で、大学ではジャーナリズムを専攻していた。異星人の存在には否定的だったが、ある事件をきっかけに父や兄とは別個に調査をした。
メアリー・クロフォード
演 - ヘザー・ドナヒュー、日本語吹替 - 佐々木優子
エリックの娘で、のちに祖父の仕事を受け継いだ。

### クラーク家
サリー・クラーク
演 - キャサリン・デント、日本語吹替 - 田中敦子
異星人のジョンと関係を持ち、ジェイコブを産む。
トム・クラーク
演 - ライアン・ハースト、日本語吹替 - 大川透
サリーの息子であるSF作家。
ベッキー・クラーク
演 - チャド・モーガン、日本語吹替 - 大坂史子
サリーの娘。
ジェイコブ・クラーク
演 - アントン・イェルチン、日本語吹替 - 宮田幸季
サリーとジョンの間の子で、トムとベッキーの弟。異星人の血を引くゆえ、政府から追われ、愛する家族と離れて暮らしていた。
特殊能力を持っているが、その能力を使うと体力を消耗し、寿命が縮むというリスクがある。なお、彼自身は他人との接触を好んでいない。
リサ・クラーク
演 - エミリー・バーグル、日本語吹替 - 石塚理恵
ジェイコブの娘。後にアリーを産む。

### その他
チェット・ウェイクマン博士
演 - マット・フリューワー、日本語吹替 - 堀勝之祐
メアリーの恋人。共に異星人の謎を追う科学者。
ジョン
演 - エリック・クローズ、日本語吹替 - 宮本充
全ての謎のカギとなる異星人。サリーと愛し合い、ジェイコブをもうけるが、サリーの大切な品を受け取った後、どこかへと去った。

## スタッフ
- 製作 - リチャード・ヒュース
- 製作総指揮 - スティーヴン・スピルバーグ、レスリー・ボーム
- 企画 - レスリー・ボーム
- 撮影 - ジョエル・ランサム、ジョナサン・フリーマン
- 音楽 - ローラ・カープマン

## エピソードリスト
| 各話 | 邦題         | 原題                | 監督                               | 脚本             | 放送日         |
| ---- | ------------ | ------------------- | ---------------------------------- | ---------------- | -------------- |
| 1    | 空のかなたに | Beyond the Sky      | トビー・フーパー                   | レスリー・ボーム | 2002年12月2日  |
| 2    | 運命の子供達 | Jacob and Jesse     | ブレック・アイズナー               | レスリー・ボーム | 2002年12月3日  |
| 3    | 大いなる希望 | High Hopes          | ブライアン・スパイサー             | レスリー・ボーム | 2002年12月4日  |
| 4    | 恐怖との遭遇 | Acid Test           | フェリックス・エンリケス・アルカラ | レスリー・ボーム | 2002年12月5日  |
| 5    | メンテナンス | Maintenance         | トーマス・J・ライト                | レスリー・ボーム | 2002年12月6日  |
| 6    | 新たな世代へ | Charlie and Lisa    | ジェレミー・ポール・ケーガン       | レスリー・ボーム | 2002年12月9日  |
| 7    | 神の方程式   | God's Equation      | ジェフ・ウールノー                 | レスリー・ボーム | 2002年12月10日 |
| 8    | 究極の罠     | Dropping the Dishes | ジョン・フォーセット               | レスリー・ボーム | 2002年12月11日 |
| 9    | 邂逅         | John                | マイケル・ケイトルマン             | レスリー・ボーム | 2002年12月12日 |
| 10   | 新たなる家族 | Taken               | リチャード・ヒュース               | レスリー・ボーム | 2002年12月13日 |